# Washington César Santos
Washington César Santos, kurz Washington, (geboren am 3. Januar 1960 in Valença; gestorben am 25. Mai 2014 in Curitiba) war ein brasilianischer Fußballspieler.

## Karriere
Washington begann seine Karriere 1980 beim Galícia EC. 1984 wechselte er zu Corinthians São Paulo. Er Wunschspieler des Trainers Oswaldo Brandão. Bei Corinthians gab er am 29. April in der Staatsmeisterschaft von São Paulo seinen Einstand. Im Spiel gegen den São José EC stand er in der Startelf. Bereits am 19. Juli 1981 bestritt Washington sein letztes Spiel für den Klub. Insgesamt bestritt er 17 Spiele für Corinthians, 14 davon in der Startelf. Gewann vier, neun Unentschieden und vier Niederlagen. Er erzielte vier Tore. Nach einer Zwischenstation beim Operário FC (MS), wechselte er noch im selben Jahr zum SC Internacional. Hier lernte er den Spieler Assis kennen, mit welchem er bei Internacional und später bei Atletico Paranaense und dem Fluminense FC Erfolge feiern sollte. Das Sturmduo wurde als „Casal 20“ bezeichnet, nach dem brasilianischen Titel der Fernsehserie, die in Deutschland als Hart aber herzlich bekannt ist.
Wohl 1982 stand er kurz beim portugiesischen Verein Varzim SC unter Vertrag, kehrte aber noch im selben Jahr in seine Heimat zurück. 1983 unterschrieb er einen Vertrag beim Fluminense FC in Rio de Janeiro. Dort absolvierte er 301 Ligaspiele und erzielte 118 Tore. Nachdem er bei weiteren brasilianischen und portugiesischen Vereinen gespielt hatte, beendete er 1996 seine Karriere.
Nach dem Ende seiner Karriere erkrankte er an amyotropher Lateralsklerose. Am 15. November wurde das Spiel zwischen Fluminense FC und Athletico Paranaense Washington Day genannt. Washington starb am 25. Mai 2014 in Curitiba.

## Erfolge
Internacional
- Staatsmeisterschaft von Rio Grande do Sul: 1981

Atletico Paranaense
- Staatsmeisterschaft von Paraná: 1982

Fluminense
- Staatsmeisterschaft von Rio de Janeiro: 1983, 1984, 1985
- Campeonato Brasileiro de Futebol: 1984

Botafogo
- Staatsmeisterschaft von Rio de Janeiro: 1990

Santa Cruz
- Staatsmeisterschaft von Pernambuco: 1993